# Fontainemelon

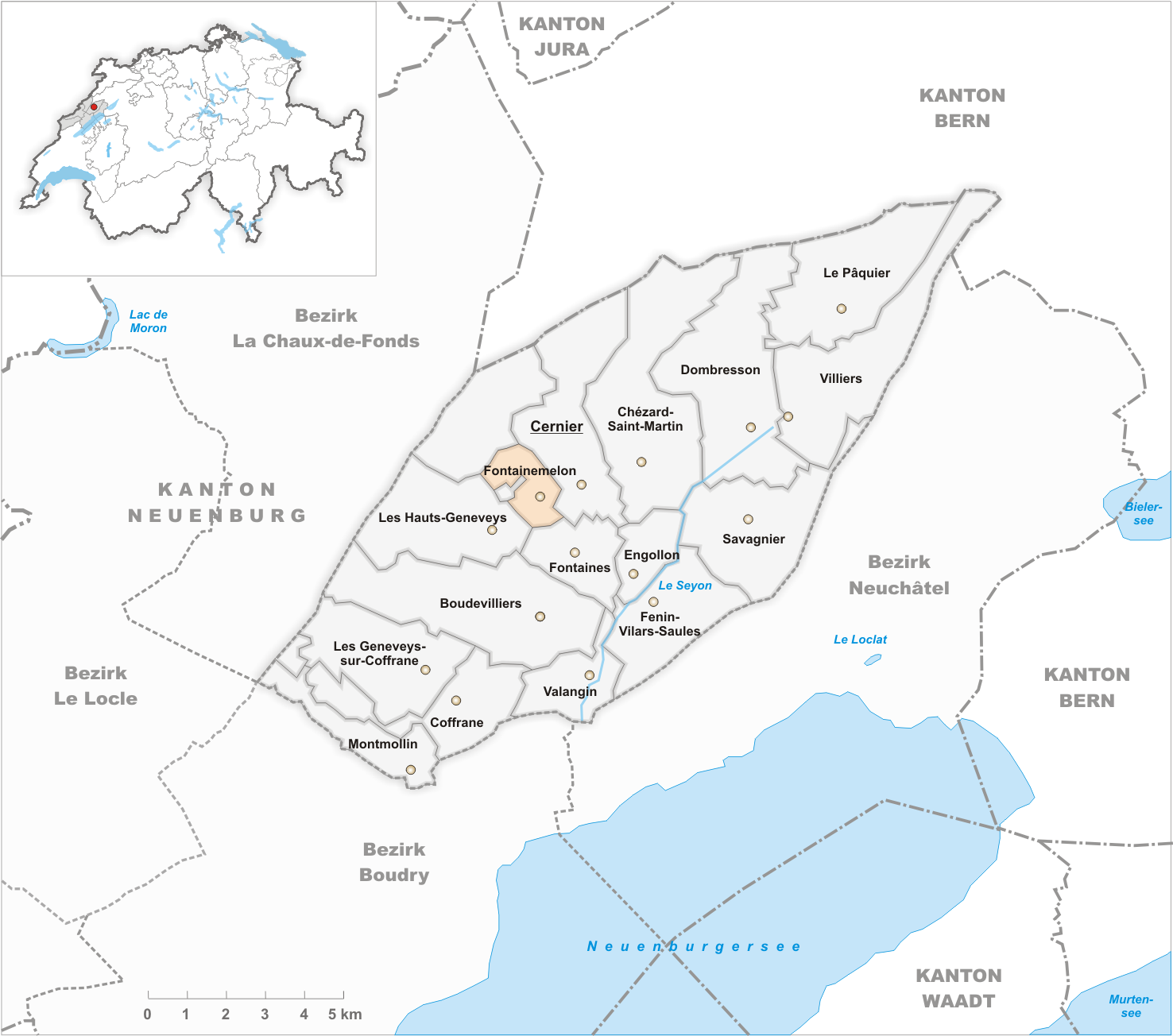
Gemeindestand vor der Fusion am 1. Januar 2013

Fontainemelon war eine politische Gemeinde im Bezirk Val-de-Ruz des Kantons Neuenburg in der Schweiz. Am 1. Januar 2013 fusionierte sie mit den Gemeinden Boudevilliers, Cernier, Chézard-Saint-Martin, Coffrane, Dombresson, Engollon, Fenin-Vilars-Saules, Fontaines, Les Geneveys-sur-Coffrane, Les Hauts-Geneveys, Montmollin, Le Pâquier, Savagnier und Villiers zur neuen Gemeinde  Val-de-Ruz.

## Geographie
Fontainemelon liegt auf 864 m ü. M., acht Kilometer nordnordwestlich der Kantonshauptstadt Neuenburg (Luftlinie). Das Dorf erstreckt sich an aussichtsreicher Lage am nordwestlichen Rand des Val de Ruz im Neuenburger Jura, am Südhang des Mont d’Amin und der Vue des Alpes.
Die Fläche des 2,5 km² grossen Gemeindegebiets umfasst einen kleinen Abschnitt im Nordwesten des Beckens Val de Ruz. Das Gebiet reicht nordwärts über den bewaldeten Steilhang oberhalb des Dorfes bis auf die Höhe der Antiklinale des Mont d’Amin unterhalb des Passübergangs der Vue des Alpes. Hier befinden sich ausgedehnte Jurahochweiden mit den typischen mächtigen Fichten, die entweder einzeln oder in Gruppen stehen. Der höchste Punkt der Gemeinde wird mit 1230 m ü. M. nordöstlich der Tête de Ran erreicht. Von der Gemeindefläche entfielen 1997 19 % auf Siedlungen, 39 % auf Wald und Gehölze und 42 % auf Landwirtschaft.
Zu Fontainemelon gehört ein Teil der Siedlung Les Loges (1185 m ü. M.) an der Strasse über die Vue des Alpes. Nachbargemeinden von Fontainemelon sind Fontaines, Les Hauts-Geneveys und Cernier.

Historisches Luftbild von Werner Friedli von 1949

## Bevölkerung
Mit 1633 Einwohnern (Stand 31. Dezember 2012) gehört Fontainemelon zu den mittelgrossen Gemeinden des Kantons Neuenburg. Von den Bewohnern sind 88,9 % französischsprachig, 2,9 % sprechen Bosnisch/Kroatisch/Serbisch und 2,5 % Deutsch (Stand 2000). Die Bevölkerungszahl von Fontainemelon hat seit 1900 (damals 794 Einwohner) kontinuierlich zugenommen.

## Wirtschaft
Bereits Ende des 18. Jahrhunderts begann die Entwicklung des Bauerndorfes zur Industriegemeinde. Zuerst entstand eine Textilfabrik, die aber bald auf die Uhrenherstellung umsattelte. 1793 wurde die Uhrenfabrik Benguerel & Humbert eröffnet, die damals noch viele Arbeiter in Heimarbeit beschäftigte. Die Fabrik führte zu einer Blütezeit des Dorfes im 19. Jahrhundert. Sie wurde 1825 von der Familie Robert übernommen, erhielt als Aktiengesellschaft 1876 den Namen Uhrenfabrik Fontainemelon AG, die 1984 von der ETA SA aufgekauft wurde. Heute gibt es neben der Uhrenherstellung auch Betriebe im Bereich der Telekommunikation und der Elektronik.

## Verkehr
Die Gemeinde ist verkehrsmässig gut erschlossen. Sie liegt an der Schnellstrasse von Neuenburg nach La Chaux-de-Fonds und an der Kantonsstrasse von Les Hauts-Geneveys nach Dombresson. Der nächste Bahnhof an der Linie Neuenburg – La Chaux-de-Fonds befindet sich in Les Hauts-Geneveys. Die Südportale der Vue-des-Alpes-Tunnels sowohl der Bahnlinie als auch der Schnellstrasse liegen oberhalb von Fontainemelon. Die Gemeinde ist durch die Regionalbuslinie von Neuenburg via Cernier nach Villiers und durch eine lokale Autobuslinie im Val de Ruz an das Netz des öffentlichen Verkehrs angeschlossen. Von 1903 bis 1948 führte die Strassenbahn Les Hauts-Geneveys–Villiers durch den Ort. Sie wurde durch den Trolleybus Val de Ruz ersetzt, der seinerseits 1984 von Autobussen abgelöst wurde.

## Geschichte
Die erste schriftliche Erwähnung des Dorfes erfolgte 1350 unter dem Namen Fontainnemelom. 1358 erschienen die Bezeichnungen Fontannamillon und Fontannamillum. Der Name bedeutet mille fontaines (Tausend Quellen) in Anlehnung an zahlreiche kleine Quellen im Gebiet von Fontainemelon.
Fontainemelon gehörte zur Herrschaft Valangin, die teils den Grafen von Neuenburg, teils den Grafen von Montbéliard unterstand und 1592 endgültig an Neuenburg kam. Seit 1648 war Neuenburg Fürstentum und ab 1707 durch Personalunion mit dem Königreich Preussen verbunden. 1806 wurde das Gebiet an Napoleon I. abgetreten und kam 1815 im Zuge des Wiener Kongresses an die Schweizerische Eidgenossenschaft, wobei die Könige von Preussen bis zum Neuenburgerhandel 1857 auch Fürsten von Neuenburg blieben.

## Sehenswürdigkeiten
Die Kirche und das Pfarrhaus von Fontainemelon wurden 1902 erbaut. Das Dorf ist durch kubische Mietshäuser aus dem 19. Jahrhundert und zahlreiche Villen geprägt.

## Persönlichkeiten
- Augustin Gretillat (1837–1894), evangelischer Geistlicher und Hochschullehrer in Neuenburg